# Agathemera crassa
Agathemera crassa är en insektsart som först beskrevs av Blanchard 1851.  Agathemera crassa ingår i släktet Agathemera och familjen Agathemeridae. Inga underarter finns listade i Catalogue of Life.